# Anticlea pectinata
Anticlea pectinata es una especie de polilla perteneciente a la familia Geometridae. La especie fue descrita por primera vez por Frederick Hastings Rindge habiendo sido descrita en 1967, con distribución endémica en California. El holotipo de la especie fue descrita en el sector Pinyon Crest del condado de Riverside. Las orugas se alimentan de las hojas del arbusto leñoso y viscoso Purshia glandulosa.